# Aleksej Poltoranin
Aleksej Jurjevitj Poltoranin (ryska: Алексей Юрьевич Полторанин), född den 29 april 1987 i Leninogorsk i Kazakiska SSR i Sovjetunionen (nu Ridder i Kazakstan), är en  kazakstansk längdskidåkare.  
Den 17 januari 2010 vann han jaktstarten över 10 km i Ramsau i Österrike, som var en del av den Österrikiska cupen. Hans första seger i världscupen blev det klassiska loppet på 15 km den 11 december 2010 i Davos. Den 28 februari 2019 erkände Poltoranin bloddopning, något han efter några dagar tog tillbaka. I november 2019 diskvalificerades han i fyra år för att ha använt bloddopning vid världsmästerskapen i Österrike.

## Världscupsegrar
| Datum            | Land      | Ort         | Disciplin                                               |
| ---------------- | --------- | ----------- | ------------------------------------------------------- |
| 11 december 2010 | Schweiz   | Davos       | 15 km klassisk intervallstart                           |
| 19 januari 2013  | Frankrike | La Clusaz   | 15 km klassisk masstart                                 |
| 16 februari 2013 | Schweiz   | Davos       | 1,5 km klassisk sprint                                  |
| 1 januari 2014   | Schweiz   | Lenzerheide | 15 km klassisk masstart (etapp i Tour de Ski 2013/2014) |